# 日本乳業協会
一般社団法人日本乳業協会（にほんにゅうぎょうきょうかい）は、乳業者等の団体による業界団体。以前は厚生労働省と農林水産省共管の社団法人であったが、公益法人制度改革に伴い2011年4月1日に一般社団法人に移行。

## 沿革
- 2000年
  - 2月9日 設立総会を開催。初代会長石川哲郎[1]。
  - 2月29日 （社）日本乳製品協会、（社）全国牛乳協会及び日本乳業協議会の3団体を解散統合。
  - 3月1日 設立許可。
  - 3月7日 登記。
- 2011年 一般社団法人に移行

## 会員
- 正会員：協会の目的を達成するために必要な事業を行なう個人又は団体　67会員
- 賛助会員：協会の事業を賛助するために入会した個人又は団体　92賛助会員

（いずれも2018年4月現在）
- 正会員：企業
  - （株）明治
  - 森永乳業（株）
  - タカナシ乳業（株）
  - 北海道乳業（株）
  - オハヨー乳業（株）
  - 大山乳業農業協同組合
  - カルピス（株）
  - ダノンジャパン（株）
  - 筑波乳業（株）
  - 雪印ビーンスターク（株）
  - 雪印メグミルク（株）
  - よつ葉乳業（株）
  - 協同乳業（株）
  - 江崎グリコ（株）
  - 小岩井乳業（株）
  - アサヒグループ食品（株）
  - 正栄食品工業（株）
  - 中央製乳（株）
  - （株）ヤクルト本社

- 正会員：団体
  - （公財）日本乳業技術協会
  - 全国飲用牛乳公正取引協議会
  - （一社）日本アイスクリーム協会

- 正会員：都道府県協会
  - （一社）北海道乳業協会
  - 青森県飲用牛乳協会
  - 岩手県牛乳協会
  - 宮城県牛乳協会
  - 秋田県牛乳協会
  - 山形県牛乳協会
  - 福島県牛乳協会
  - 茨城県乳業協会
  - 栃木県牛乳協会
  - 群馬県牛乳協会
  - （一社）埼玉県乳業協会
  - 千葉県ミルクプラント協会
  - 東京飲用牛乳協会
  - （一社）神奈川県乳業協会
  - 新潟県飲用牛乳協会
  - 山梨県牛乳協会
  - 長野県牛乳協会
  - 富山県乳業協会
  - 石川県牛乳協会
  - 福井県牛乳協会
  - 岐阜県牛乳協会
  - 静岡県牛乳協会
  - 愛知県牛乳協会
  - 三重県牛乳協同組合
  - 滋賀県牛乳協会
  - 京都府牛乳協会
  - （一社）大阪府牛乳協会
  - 兵庫県牛乳協会
  - 奈良県牛乳協会
  - 和歌山県牛乳協会
  - 鳥取県牛乳協会
  - 島根県乳業協会
  - 岡山県牛乳協会
  - （一社）広島県乳業協会
  - 山口県牛乳衛生協会
  - 四国地区乳業協会
  - （一社）福岡県牛乳協会
  - 佐賀県乳業協会
  - 長崎県乳業協会
  - 熊本県牛乳協会
  - 大分県牛乳協会
  - 宮崎県乳業協会
  - 鹿児島県飲用牛乳協会
  - 沖縄県牛乳協会

## 関連事項
- 日本酪農乳業協会